# 奧爾德羅伊德島
68°32′S 77°54′E / 68.533°S 77.900°E
奧爾德羅伊德島，是南極洲的島嶼，位於伊麗莎白公主地，處於磁島西北面0.4公里的普里茲灣東部，由挪威製圖師根據該國探險隊拍攝的空中照片繪入地圖，現時由南極條約體系管理。